# Rettenbach (Oberpfalz)

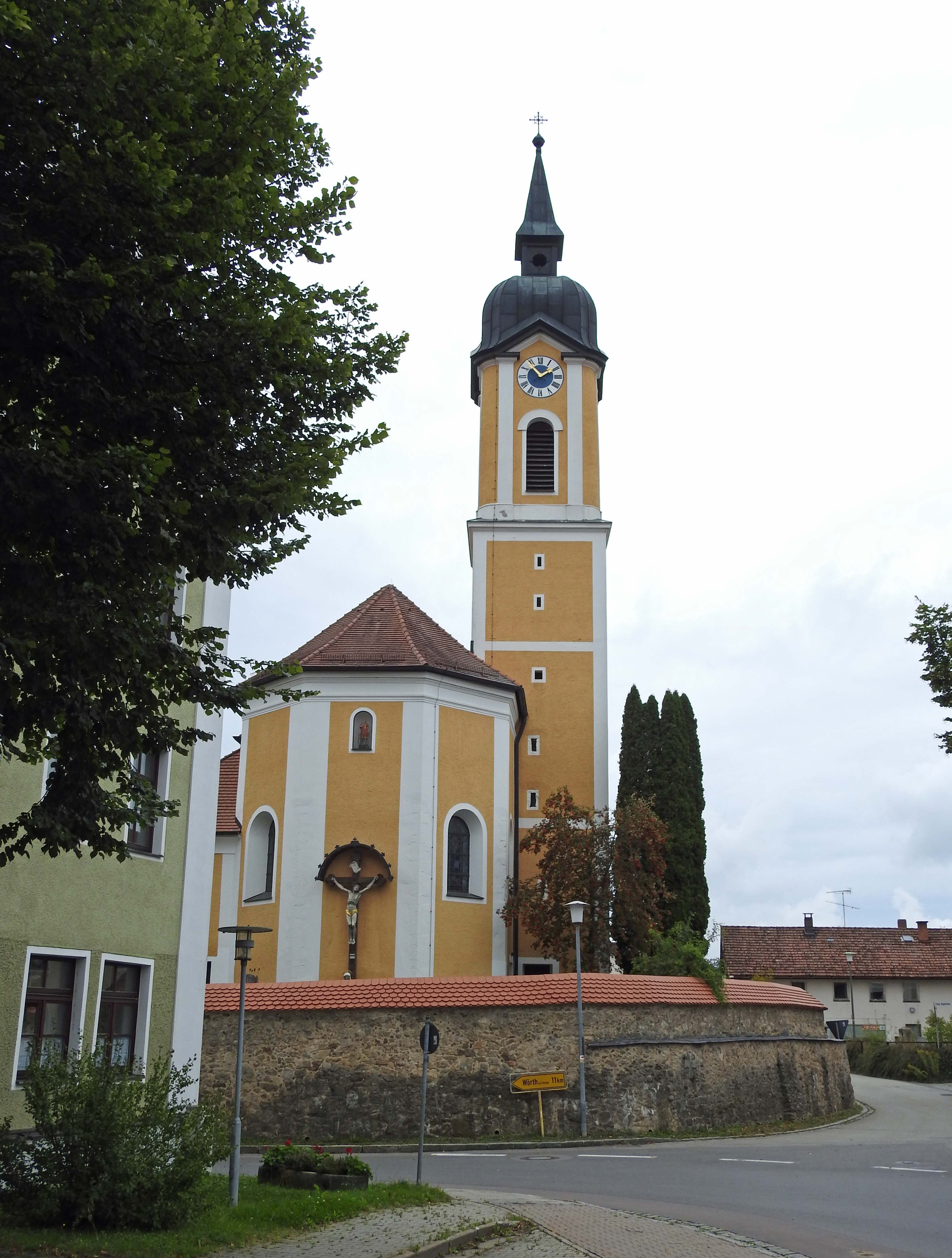
St. Laurentius in Rettenbach

Rettenbach ist die südlichste Gemeinde im Oberpfälzer Landkreis Cham. Sie ist Mitglied der Verwaltungsgemeinschaft Falkenstein.

## Geografie

### Geografische Lage
Die Gemeinde liegt im Falkensteiner Vorwald zwischen der Stadt Wörth an der Donau (elf Kilometer Entfernung) und dem Markt Falkenstein (fünf Kilometer Entfernung).

### Gemeindegliederung
Es gibt 27 Gemeindeteile (in Klammern ist der Siedlungstyp angegeben):
- Aschau (Weiler)
- Aumbach (Dorf)
- Aumbrunn (Weiler)
- Bergershof (Einöde)
- Brieberg (Dorf)
- Ebersroith (Kirchdorf)
- Eitenzell (Dorf)
- Grubmühle (Einöde)
- Haag (Dorf)
- Haagthann (Einöde)
- Haslhof (Einöde)
- Herrnthann (Dorf)
- Holzmühle (Dorf)
- Kastell Windsor (Anstalt)
- Langau (Dorf)
- Lösmühle (Einöde)
- Neumühle (Einöde)
- Postfelden (Dorf)
- Rettenbach (Pfarrdorf)
- Rohrbruck (Einöde)
- Röhrenhof (Weiler)
- Ruderszell (Dorf)
- Schmalzgrub (Dorf)
- Schrollmühle (Einöde)
- See (Weiler)
- Stocksgrub (Weiler)
- Thallern (Weiler)

Auf Gemeindegebiet existieren vier Gemarkungen: Ebersroith, Haag, Rettenbach und Falkenstein. Letztere Gemarkung wird geteilt mit der nördlichen Nachbargemeinde Falkenstein.

## Geschichte

### Vor- und Frühgeschichte
Um Rettenbach sind vor- und frühgeschichtliche Fundstellen gesichert. Bei Aschau und Ruderszell wurden eine Steinaxt und eine Beilschneide aus der Jungsteinzeit, bei Stocksgrub und ebenfalls Aschau ein Steinschaber aus der frühen Bronzezeit und von Feldern bei Postfelden, Herrnthann und Bergeshof schöne Hornsteinabschläge, meist jungsteinzeitlich gefunden. Schöne Abschläge fanden sich auch bei der Erweiterung des Sportplatzes in Rettenbach. All dies sind Belege für eine sehr frühe Besiedelung des Gebietes um Rettenbach.

### Ortsname und Mittelalter
Bei der Rodung des Vorwald- und Wildbachgebietes entstand eine Verbindung von Wörth nach Falkenstein. Dort, wo es über Ried und Bach ging, hieß es Ober Ried und Bach nach Falkenstein. Von Ried und Bach hat die Ansiedlung ihren Namen, obwohl man Rotinbach als Rodung am Bach übersetzen kann, was zutreffend für die Zeit der Besiedlung und Rodung ist. Der bayerische Dialekt hat das gebräuchliche „Rejnbo“ gemacht, während die später zur Ausführung kommenden Urkunden von „Rotinpach“, später Röttenbach und dann von Rettenbach sprechen.
Erstmals erwähnt wird der Ort in den Jahren 912 und 914. Im Jahr 912 erhielt Bischof Tuto von Regensburg durch eine Schenkung den Thumbstaufer Forst. Danach setzte die Rodung des Gebietes ein und im Jahr 914 schenkte König Konrad I. den Wald zwischen der Donau und dem Regen dem Hochstift Regensburg. Die Bischöfe von Regensburg sind die Hauptträger der Urbarmachung des Gebietes.
Die Pfarrei Rettenbach wurde im Jahr 1383 gegründet und die Besetzung der Pfarrstelle hatten die Wörther Pfarrherrn durch das Präsentationsrecht. Seit 1550 bis heute sind alle Namen der Rettenbacher Pfarrherren bekannt. Nach zahlreichen Besitzwechseln gehörte Rettenbach den Grafen von Toerring-Jettenbach und stand unter der Landeshoheit des Kurfürstentums Bayern. Rettenbach war ein Teil der Törringschen Herrschaft Falkenstein.
Rettenbach war die meiste Zeit mit Falkenstein verbunden und gehörte ebenfalls wie Falkenstein lange Zeit zu Niederbayern. Da die bayerischen Herzöge dem katholischen Glauben treu blieben, unterlag das Gebiet nicht dem Glaubenswechsel während der Reformationszeit, wie es die angrenzenden Gebiete der „Oberen Pfalz“ erlebten.
In der Zeit der großen Kriege des Mittelalters erging es den „Waldlern“, wie man hierzulande sagt, wie allen anderen Angehörigen des Reiches. Es wurde gebrandschatzt, gequält, ausgeraubt und geschunden, viele Einheimische verloren ihr Leben.

### Neuzeit
Nach der Törringschen Herrschaft ging Rettenbach durch Kauf an die Herrschaft der Fürsten Thurn und Taxis über, die sie bis 1848 innehatte. Damals wurde Rettenbach eine bayerische Landgemeinde. Im Zuge der Verwaltungsreformen in Bayern entstand mit dem Gemeindeedikt von 1818 die heutige Gemeinde.

### 20. Jahrhundert
Das Landratsamt Regensburg plante die Gemeinden von Höhenberg bis Bruckbach zu einer leistungsfähigen Gemeinde zu vereinigen. Die Bevölkerung erkannte die Zeichen der Zeit zu spät, und so wurde der Schulverband, der dieser Planung voraus war, abgelehnt. Die Gemeinden Brennberg und Frankenberg vereinigten sich, Rettenbach wurde, trotz vieler Proteste, in den Landkreis Cham eingegliedert, Höhenberg kam zum Landkreis Straubing-Bogen, während die Nachbargemeinden beim Landkreis Regensburg blieben.

### 21. Jahrhundert
Wichtige Ziele der Gemeinde liegen derzeit bei Investitionen in regenerative, umweltfreundliche Energie, energiesparende Technik, der Weiterentwicklung der Infrastruktur sowie in der Breitbandversorgung.

### Mahnmal
Am Ende des Zweiten Weltkrieges im April 1945 begann die Deportation der KZ-Häftlinge aus dem KZ Flossenbürg in das KZ Dachau. Ein Todesmarsch führte am 24. April 1945 mit 150 bis 200 Häftlingen durch Rettenbach in Richtung Wörth an der Donau. Die Nacht zuvor hatten sie in Ruderszell verbracht, dort wurde im „Schichtlwald“ ein Häftling von den SS-Wachen erschossen, weil sich dieser bei der Essensausgabe zum zweiten Mal anstellte. Zwei weitere Häftlinge versteckten sich unter einer Tenne und entkamen dem Todesmarsch. Am 25. April 1945 rückten die amerikanischen Truppen in Rettenbach ein. Seit 1985 gibt es bei Rettenbach im „Holzhacker-Wald“ einen Gedenkstein, der an eine Gräberstätte von 48 KZ-Toten aus der Umgebung erinnert. 1957 wurde diese exhumiert und in die KZ-Gedenkstätte in Flossenbürg beigesetz.

### Gebietsänderungen
Rettenbach gehörte seit 1862 zum Bezirksamt Roding und wechselte 1880 in das Bezirksamt (ab 1939 Landkreis) Regensburg. 
Im Jahr 1946 wurde die bis dahin selbständige Gemeinde Ebersroith eingegliedert und im Jahr 1948 aus Brennberg der Gemeindeteil Grubmühle. Im Zuge der Gebietsreform in Bayern kam am 1. Januar 1971 die Gemeinde Haag hinzu. Zum 1. Juli 1972 wurde die Gemeinde Rettenbach dem Landkreis Cham zugeteilt. Am 1. Mai 1978 folgten von Wiesenfelden die Gemeindeteile Aschau, Rohrbruck und Stocksgrub und im gleichen Jahr von Falkenstein der Gemeindeteil Röhrenhof. Ausgegliedert wurden im Jahr 1978 die Gemeindeteile Zumhof nach Brennberg und Heißenzell nach Wiesenfelden.

### Einwohnerentwicklung
Zwischen 1988 und 2018 wuchs die Gemeinde von 1569 auf 1812 um 243 Einwohner bzw. um 15,5 %.
- 1961: 1462 Einwohner
- 1970: 1447 Einwohner
- 1987: 1493 Einwohner
- 1991: 1667 Einwohner
- 1995: 1718 Einwohner
- 2000: 1755 Einwohner
- 2005: 1797 Einwohner
- 2010: 1776 Einwohner
- 2015: 1830 Einwohner

## Religionen
Wie in der gesamten Oberpfalz ist auch in Rettenbach der größte Teil der Bevölkerung römisch-katholisch.
Römisch-katholische Kirchen
Im Gemeindegebiet gibt es die katholische Pfarrei Rettenbach. Sie ist dem Bistum Regensburg zugeordnet.

## Politik

### Gemeinderat
Der Gemeinderat besteht aus zwölf Mitgliedern und dem Bürgermeister. Bei der Wahl am 15. März 2020 erreichten CSU (50,5 %) und Freie Wählergemeinschaft Rettenbach e. V. (49,5 %) jeweils sechs Sitze. Die Mandatsverteilung ist damit unverändert wie von Mai 2014 bis April 2020.

### Bürgermeister
Erster Bürgermeister ist seit 1. Mai 2014 Alois Hamperl (CSU). Er wurde am 15. März 2020 mit 79,3 % der gültigen Stimmen für weitere sechs Jahre gewählt.

### Wappen
| Wappen von Rettenbach | Blasonierung: „In Gold ein schräglinker blauer Wellenbalken, beseitet oben von einer bewurzelten grünen Tanne, unten von drei schräg gestellten schwarzen Rauten.“ |
| Wappen von Rettenbach | Wappenführung seit 1976 |

## Kultur und Sehenswürdigkeiten
Neben zahlreichen Kapellen und Waldlerbauernhäusern befinden sich in der Gemeinde zwei Kirchenbauten:
- Pfarrkirche St. Laurentius in Rettenbach: Saalbau mit eingezogenem Chor, Sattel- und Walmdach, Chorflankenturm mit Haubendach und Fassade mit Lisenengliederung, 17./18. Jahrhundert, westliche Erweiterung mit Fassade Neurenaissance, 1894; mit Ausstattung; geschlossener Mauerring mit segmentbogigem Nord- und Südwesttor, Mischmauerwerk aus Granit und Kalkstein, eingemauertes Steinkreuz mit verbreiterten Armen, Südwesttor bez. 1769.

- Filialkirche St. Nikolaus in Ebersroith: Saalbau mit abgewalmtem Satteldach, Chorflankenturm mit Zwiebelhaube und Putzgliederungen, um 1700; mit Ausstattung.

### In der näheren Umgebung
- Nepal-Himalaya-Pavillon in Wiesent
- Schloss Wörth an der Donau

### Kulturinitiative – Donau.Wald.Kultur
Es besteht mit der Nachbargemeinde Wörth und den Gemeinden Pfatter, Wiesent sowie mit der Gemeinde Brennberg die interkommunale Kulturinitiative „Donau.Wald.Kultur“. Seit dem Jahr 2012 wird dabei ein vielfältiges Programm mit Künstlern verschiedenster Richtungen angeboten.

### Sport und Vereine
In der Gemeinde gibt es 16 Vereine. Die Freiwillige Feuerwehr Rettenbach (gegründet 1873) sowie die Feuerwehren der Ortsteile sorgen für den Brandschutz und die allgemeine Hilfe im Gemeindegebiet.
Im Ort gibt es einen Sportplatz.

### Freizeit und Erholung

Stausee Rettenbach

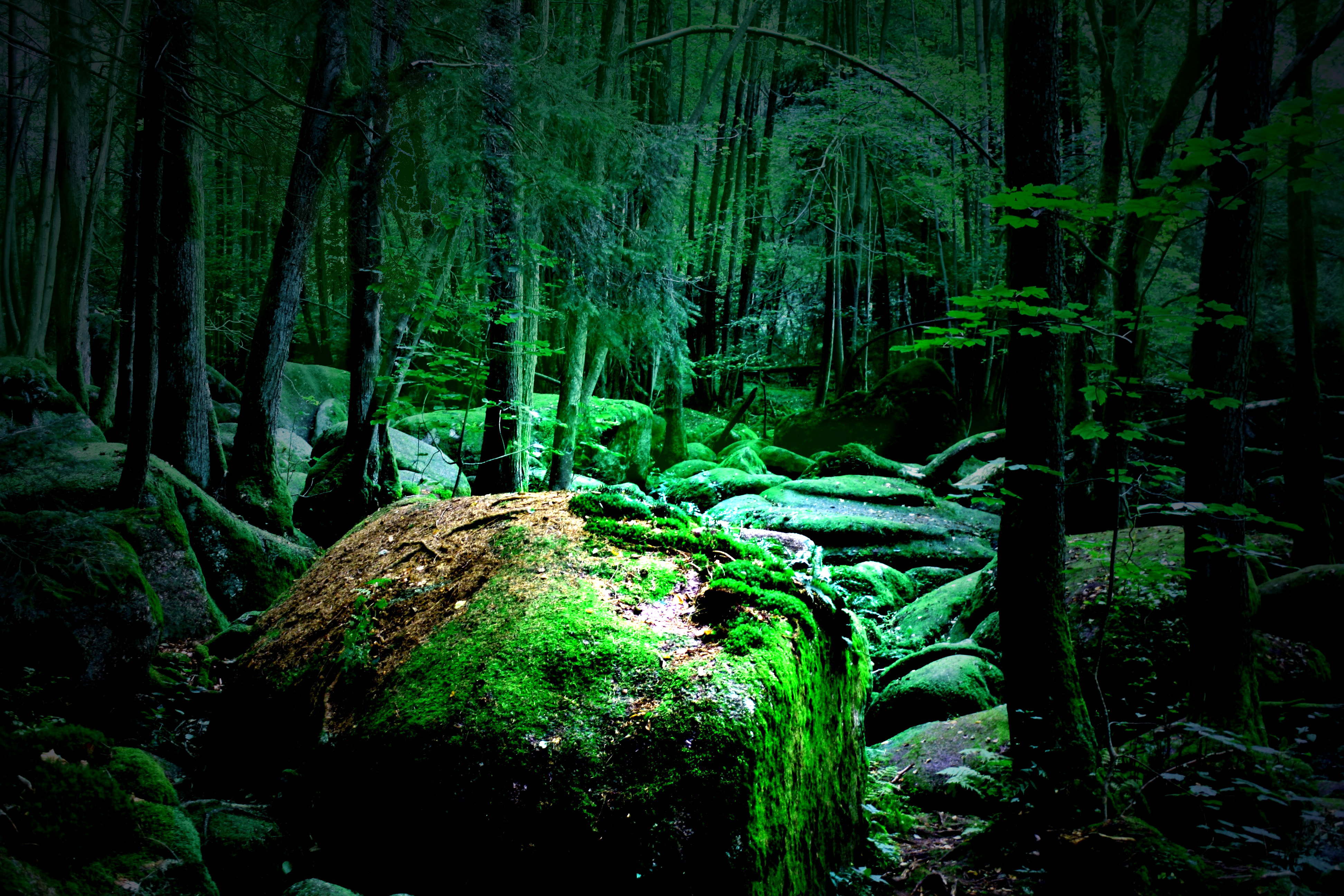
Höllbachtal

- Angeln und Boot fahren am Rettenbacher Stausee (ca. 100 ha groß)
- Wandern von Postfelden ins Höllbachtal
- Radfahren über einen Verbindungsweg an das Radwandernetz des Landkreises Cham und an das Donau-Radwander-Netz
- Skilift bei der Schmalzlalm in Schmalzgrub
- Schlittschuhlaufen am Stausee
- Langlaufloipen, sowohl Rundkurse als auch Streckenloipen.
- Rettenbach-Tannerl-Tour-Wanderung
- Freibad in Falkenstein
- Hallenbad in Wörth an der Donau

## Wirtschaft und Infrastruktur
Die Gemeinde ist ausgestattet mit Grundeinrichtungen der Nahversorgung und hat selbst keine zentralörtliche Bedeutung. Sie liegt im Einzugsgebiet des Marktes Falkenstein und der Stadt Wörth an der Donau und ist zugleich auf das Oberzentrum Regensburg ausgerichtet. Rettenbach hat ein Baugebiet in Haag – Bärnau erschlossen.

### Wirtschaft einschließlich Land- und Forstwirtschaft
2017 gab es in der Gemeinde 135 sozialversicherungspflichtige Arbeitsplätze. Von der Wohnbevölkerung standen 784 Personen in einem versicherungspflichtigen Beschäftigungsverhältnis. Damit war die Zahl der Auspendler um 649 Personen größer als die der Einpendler. 27 Einwohner waren arbeitslos. 2016 gab es 57 landwirtschaftliche Betriebe; von der Gemeindefläche waren 919 Hektar landwirtschaftlich genutzt.

### Arbeitsgemeinschaft Vorderer Bayerischer Wald
Am 8. Januar 2007 wurde die Arbeitsgemeinschaft Vorderer Bayerischer Wald, kurz «AG Vorwald» genannt, gegründet. Ziel der Arbeitsgemeinschaft ist es, die Region in touristischer, wirtschaftlicher und kultureller Hinsicht zu fördern und zu stärken.
Mitglieder dieser Gemeinschaft sind die Gemeinden Altenthann, Bernhardswald, Brennberg, Falkenstein, Michelsneukirchen, Rettenbach, Wald, Wiesenfelden, Zell, Wiesent und die Stadt Wörth an der Donau. Überdies alle Heimat-, Tourismus- und Fremdenverkehrsvereine dieser Gemeinden.

### Tourismus
In Falkenstein gibt es ein Tourismusbüro für die Belange der Urlaubsgäste. Es ist eine Interessengemeinschaft für Tourismus- und Wirtschaftsförderung durch die Gemeinden Rettenbach, Markt Falkenstein und Michelsneukirchen gebildet worden.
Mit den Gemeinden Brennberg und Falkenstein wurde das interkommunale Gesamtpaket „Winter- und Wanderparadies“ gegründet. Den ländlichen Raum attraktiv zu gestalten ist das Ziel dieser Initiative. Es ist ein Fitnesspark eingerichtet worden.

### Kastell Windsor
Auf einem fünf Hektar großen Grundstück mit historischem Baumbestand befindet sich die Tagungs- und Begegnungsstätte Kastell Windsor (dort befand sich im Zweiten Weltkrieg eine Funkstelle der Wehrmacht).

### Verkehr
Rettenbach liegt im Bereich der Verkehrsgemeinschaft Landkreis Cham. Es verkehren die Buslinien
- 280 Schülerverkehr Richtung Roding
- 5 RVV-Linie Richtung Regensburg
- 810 Cham – Falkenstein – Regensburg.

Die Anbindung der Gemeinde Rettenbach an das übergeordnete Verkehrsnetz erfolgt über die Staatsstraße 2146 Falkenstein – Wörth an der Donau zur Bundesautobahn 3.

### Öffentliche Einrichtungen
- Kindertageseinrichtung mit 62 Plätzen und 63 betreuten Kindern (Stand 1. März 2018)
- Schlacht- und Kühlhaus
- Wertstoffhof

### Bildung und Medien
- Grundschule Rettenbach mit sechs Lehrkräften und 68 Schülern (2018/19)[14]

#### Mittelschulverbund
Im Rahmen der interkommunalen Zusammenarbeit wurde im April 2010 der Mittelschulverbund Vorderer Bayerischer Wald – Donautal gegründet. Dieser Schulverbund gilt als Vorzeigeprojekt landkreis- und bezirksübergreifend.
Die Mitglieder des Schulverbundes sind:
- Mittelschulverband Wörth-Wiesent, bestehend aus der Stadt Wörth an der Donau, Gemeinde Wiesent, Gemeinde Pfatter, Gemeinde Bach an der Donau[16]
- Mittelschulverband Falkenstein, bestehend aus dem Markt Falkenstein, Gemeinde Rettenbach, Gemeinde Brennberg[17]
- Gemeinde Wiesenfelden[18]

#### Medien
In der Gemeinde erscheint die Donau-Post, eine Lokalausgabe des Straubinger Tagblatts und das Bayerwaldecho, eine Lokalausgabe der Mittelbayerischen Zeitung sowie das Regensburger Wochenblatt, eine Ausgabe der Wochenblatt Verlagsgruppe.

## Persönlichkeiten
- Markus Schauer (* 1967 in Rettenbach), Altphilologe und Hochschullehrer
- Sebastian Roloff (* 1983 in Berlin), SPD Bundestagsabgeordneter und Jurist